# Draga Černelč
Draga Černelč, slovenska zdravnica pediatrinja in alergologinja, * 30. november 1921, Zgornja Bela, † 16. februar 2002, Ljubljana.

## Življenje in delo
Diplomirala je 1947 na zagrebški Medicinski fakulteti, specializacijo iz pediatrije je končala 1951 na Pediatrični kliniki v Ljubljani in ponovno 1975 v Tübingenu; doktorirala je 1962 na Medicinski fakulteti v Beogradu in tu 1975 opravila specialistični izpit iz pnevmofiziologije. V letih 1947−1975 je bila zaposlena v mariborski Splošni bolnišnici, od 1955-1973 kot predstojnica otroškega oddelka, nato je bila do 1982 zaposlena na
Otorinolaringološki kliniki v Ljubljani kot vodja Alergološke službe. Leta 1989 je postala redna profesorica na Medicinski fakulteti v Ljubljani. V pediatriji se je sprva posvetila intenzivnemu zdravljenju nedonošenčkov, pozneje pa alergeologiji, imunologiji in funkcijski pljučni diagnostiki. Je avtorica 26 knjig ter preko 100 strokovnih in znanstvenih člankov.